# Chondrite
Pour les articles homonymes, voir Chondrite (homonymie).
Une chondrite (prononcer [kɔ̃.dʁit̪] « kondrite ») est une météorite généralement pierreuse (moins de 35 % de métal) et contenant en général des chondres, dont les composants, à l'exception de ces chondres, n'ont pas subi de fusion. Cette catégorie renferme les météorites les plus primitives et est elle-même divisée en plusieurs sous-groupes, notamment les chondrites ordinaires, les chondrites carbonées et les chondrites à enstatite.
Les chondres sont des billes sub-millimétriques majoritairement formées de silicates. Le modèle standard de leur formation initiale est qu'ils sont engendrés lors de la condensation de la nébuleuse solaire, sous l'effet de décharges électriques au sein du nuage proto-solaire de poussière cosmique. Ces roches sont les plus anciennes du Système solaire, d'une part en raison de l'âge auquel leurs différents éléments se sont assemblés, d'autre part en raison du peu de transformation qu'ont subi ces éléments depuis qu'ils ont formé des minéraux. Les chondrites sont considérées comme les premiers éléments à partir desquels sont formées les planètes.
Les chondrites ordinaires représentent environ 92 % des chutes observées avec environ 30 000 météorites par an, d'un total d'environ 52 tonnes, recensé par la Meteoritical Society (juillet 2005). Les chondrites primitives représentent environ 1,1 % des chutes observées avec environ 140 météorites par an, d'un total d'environ 17 tonnes.
Les chondrites proviennent de la surface de petits astéroïdes qui ne se sont pas différenciés depuis leur formation il y a 4,56 milliards d'années, en même temps que le Système solaire. Les météorites provenant d'astéroïdes plus gros, voire de planètes comme Mars ou la Lune sont des roches dites fortement différenciées, c'est-à-dire dont la composition chimique et/ou minéralogique a été complètement modifiée par rapport au matériau primitif que représentent les chondrites ; elles sont classées comme achondrites. Les météorites pierreuses sont assez proches des roches terrestres, en ce sens qu’elles contiennent en majorité des silicates, lesquels composent la plus grande partie des roches de notre planète. Certaines chondrites contiennent des minéraux hydratés (argiles), des inclusions minérales riches en calcium et en aluminium réfractaires (CAI pour Ca-Al-rich Inclusion, dont l'âge radiométrique montre qu'ils sont parmi les premiers objets formés dans le Système solaire dont nous avons la trace) et des grains présolaires. Le tout est noyé dans une matrice silicatée amorphe.

## Chondrites ordinaires

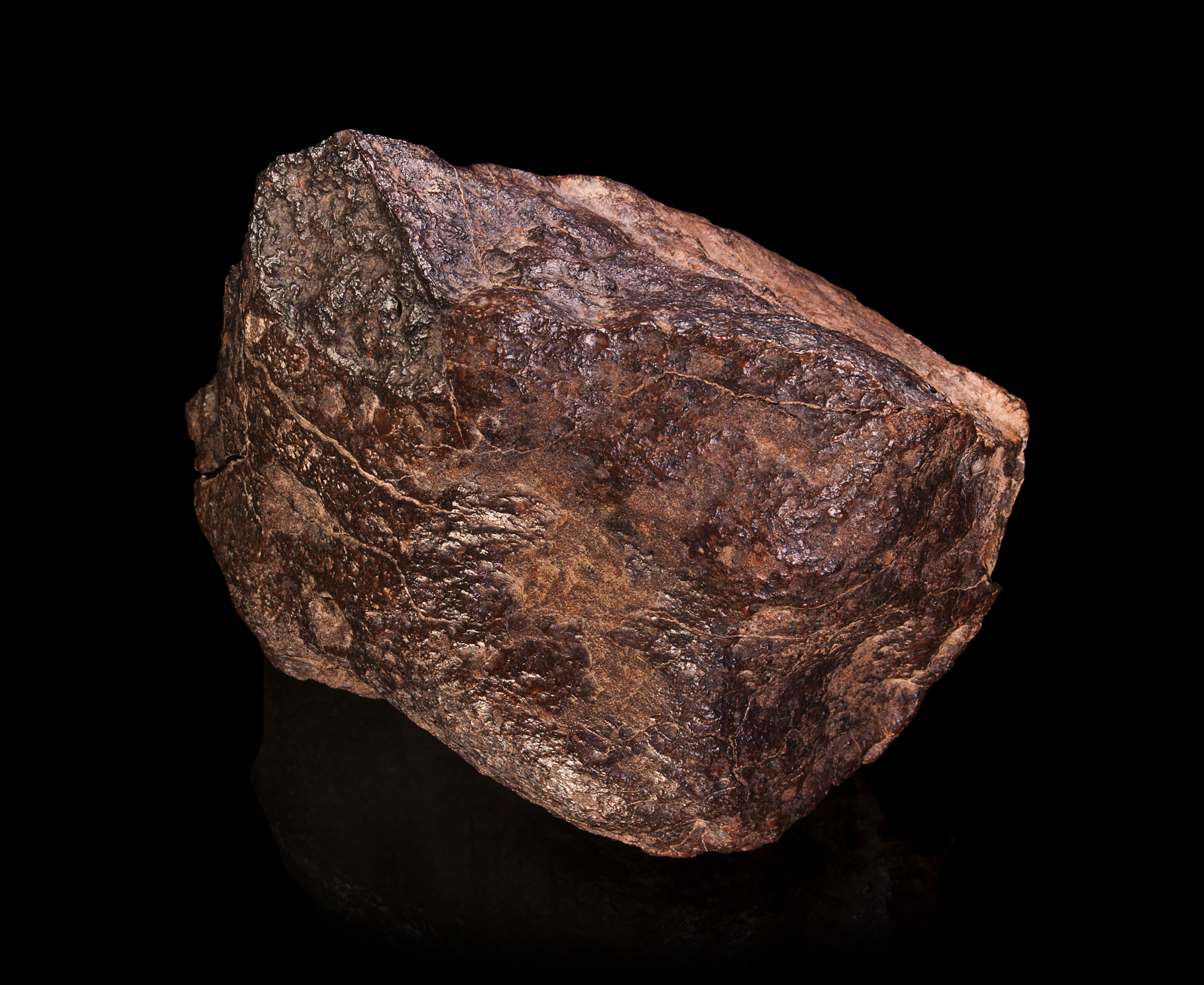
Chondrite H5 - sud du Maroc.
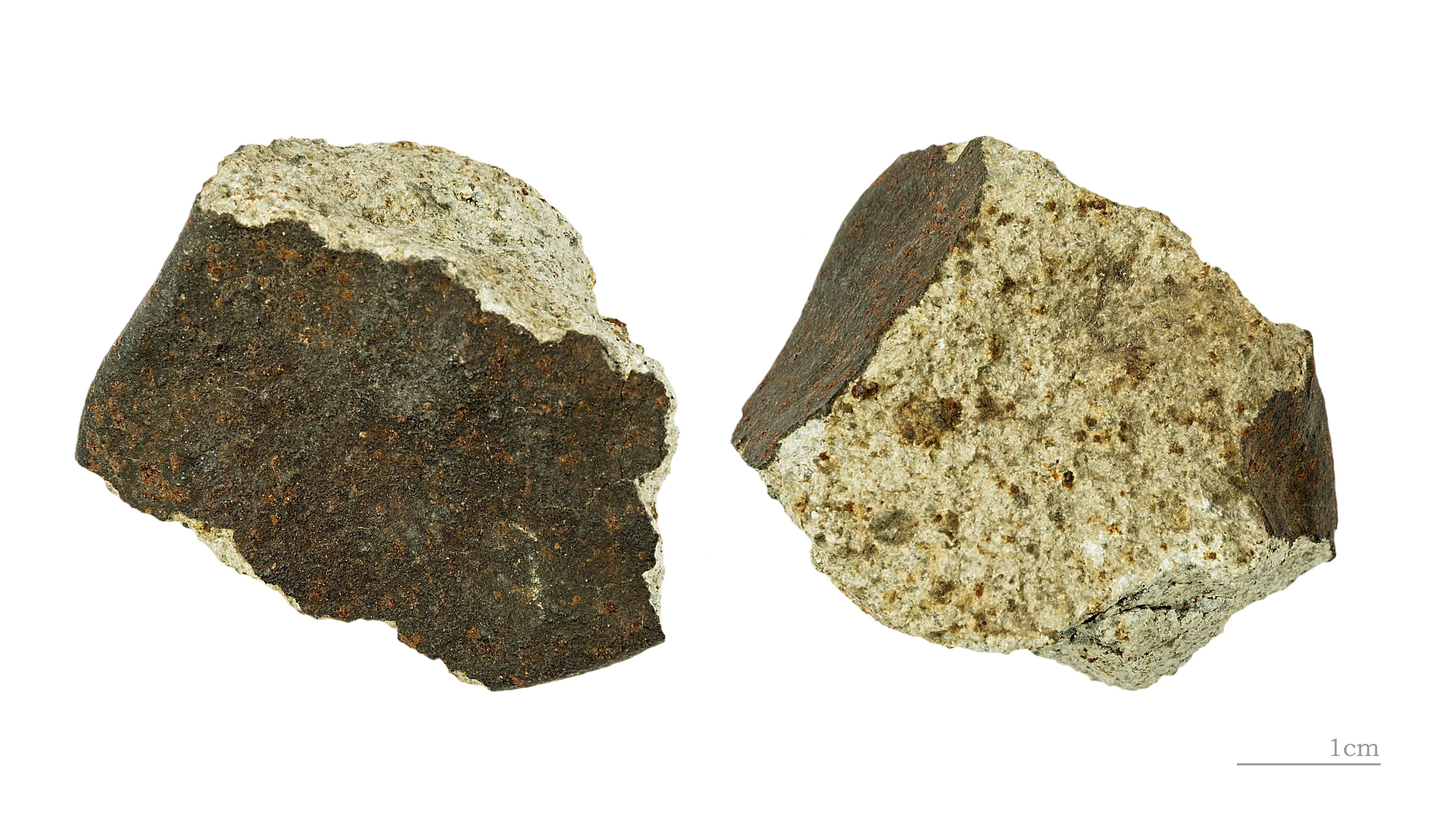
Météorite de Phnom Penh Chondrite L6 (1868) - MHNT.
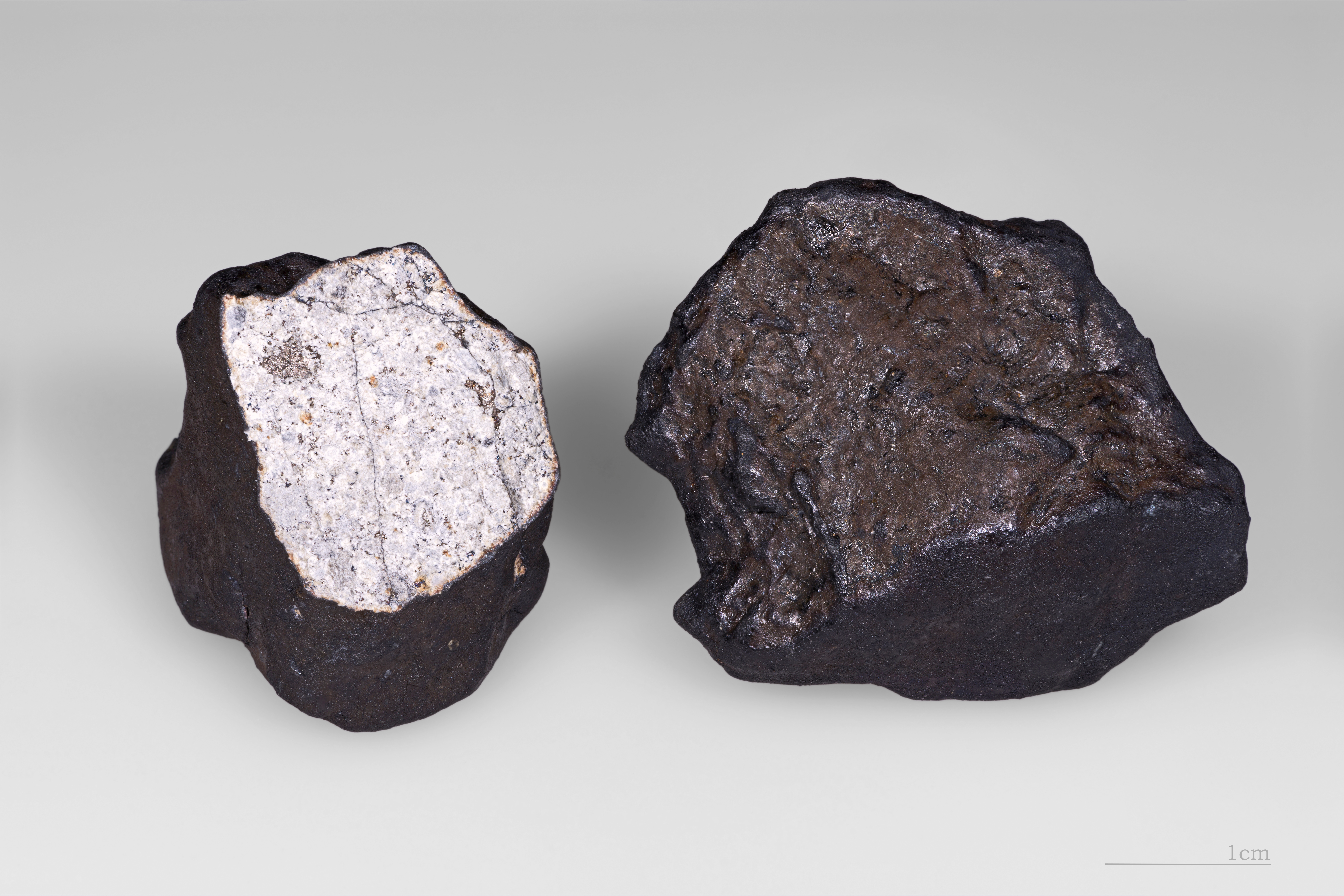
Météorite de Cheljabinsk  Chondite LL5.

Les chondrites ordinaires forment la majeure partie des météorites trouvées sur Terre (~80 %). Elles sont constituées de petites billes (chondres) presque exclusivement composées de silicates, qui se sont accumulées les unes aux autres. Ces chondres se sont formés par la condensation des poussières issues de la formation du Soleil. Bien que certains chondres puissent atteindre plusieurs millimètres de diamètre, leur diamètre moyen est inférieur au millimètre.
On classe les chondrites selon leur teneur en métal et selon le degré de fusion des chondres entre eux.
| Classification              | Teneur en métal                                                    |
| --------------------------- | ------------------------------------------------------------------ |
| Chondrite H                 | 15 à 25 %, densité de 3,4 à 3,6, chondrite à bronzite et olivine   |
| Chondrite L                 | 7 à 15 %, densité de 3,6 à 3,9, chondrite à hypersthène et olivine |
| Chondrite LL (Amphotérites) | 3 à 7 %                                                            |

### Représentativité
La grande majorité des météorites tombant sur terre sont des chondrites et notamment des chondrites ordinaires (environ 86 % des chutes,). Cette constatation a longtemps conduit à estimer que la matière constituant les chondrites ordinaires était prédominante dans la ceinture d'astéroïdes et représentative de la fraction condensable de la nébuleuse protosolaire. Elle est en fait sans doute très minoritaire parmi les astéroïdes pour plusieurs raisons, notamment :
- sur les plus de 135 astéroïdes dont les météorites connues constituent des échantillons, 25 (ou à peine plus) sont chondritiques, dont seulement 3 à l'origine des chondrites ordinaires ;
- les clastes de chondrite carbonée abondent dans les chondrites ordinaires bréchifiées alors qu'à l'inverse on ne connaît qu'un exemple de claste de chondrite ordinaire dans une chondrite carbonée bréchifiée ;
- les sphérules cosmiques, les micrométéorites et les particules stratosphériques de poussière interplanétaire, censés représenter un échantillonnage de la matière des astéroïdes moins biaisé que les météorites, comportent moins de 1 % de matériel ayant une composition de chondrite ordinaire ;
- l'accumulation des données spectrométriques des astéroïdes de la ceinture principale montre une diversité minéralogique de plus en plus grande, de plus en plus de matériel primitif (chondritique mais non ordinaire), et toujours aucun astéroïde présentant à sa surface du matériel de chondrite ordinaire.

## Chondrites à enstatite

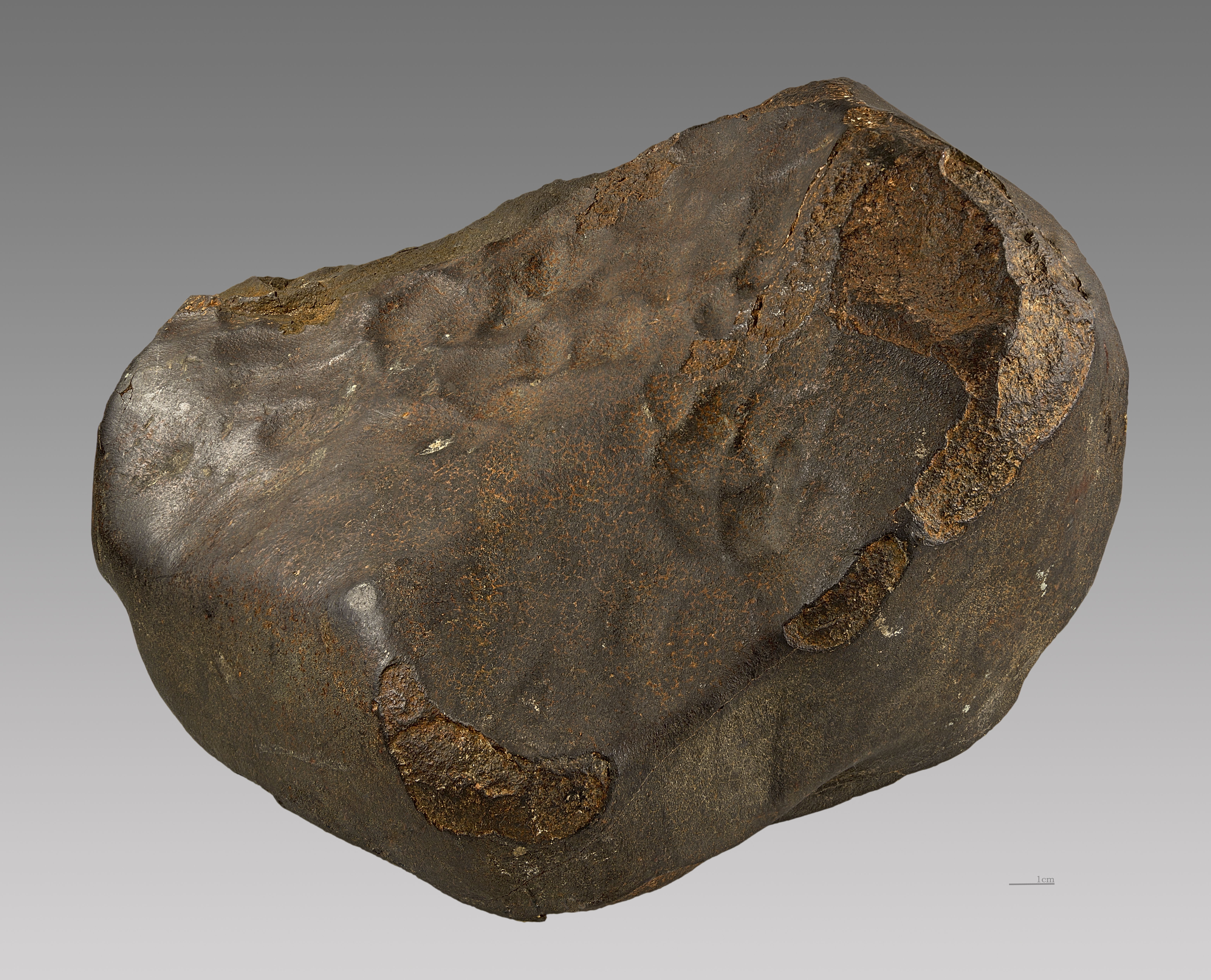
Météorite de Saint-Sauveur, une chondrite EH5 (chute en 1914). MHNT.

Type de chondrite riche en enstatite Mg2Si206, avec une teneur en métal de 25 à 35 %.
| Classification | Caractéristiques                                              |
| -------------- | ------------------------------------------------------------- |
| Chondrite EH   | Présence de mini-chondres, taux en fer pouvant atteindre 35 % |
| Chondrite EL   | Chondres de taille moyenne, taux en fer inférieur à 12 %      |

Selon une étude de 2020, l'analyse des chondrites à enstatite, d'une composition chimique proche de celle de la terre, semble indiquer que les roches primitives de la Terre auraient contenu l’équivalent en eau d’au moins trois fois les océans actuels. Selon cette théorie, la majorité de l’eau aujourd’hui présente sur Terre y serait donc depuis l’origine,,.

## Chondrites carbonées
Les chondrites carbonées sont des chondrites riches en carbone. On les classe en plusieurs groupes en fonction de leur concentration en carbone et en oxygène, et par référence à des météorites types. La concentration en fer oxydé et la fusion des chondres sont aussi utilisées pour préciser cette classification.
| Classification          | Caractéristiques | Chutes de référence                                       |
| ----------------------- | --- | --------------------------------------------------------- |
| Chondrite CB            | | Bencubbin                                                 |
| Chondrite CH            | Présence de micro-chondres, riche en métal, pauvre en volatils, mélange de fer pur et de carbone (très rare)                                         |                                                           |
| Chondrite CI            | Absence de chondres, 3 à 5 % de carbone, 20 % eau, silicates hydratés, magnétite, sulfures, acides aminés, composés organiques, densité de 2,5 à 2,9 | météorite d'Ivuna tombée le 16 décembre 1938 en Tanzanie  |
| Chondrite CK            | Présence de gros chondres, silicates sombres, métal absent, beaucoup d'oxygène (rare)                                                                | météorite de Karoonda tombée en 1930 en Australie         |
| Chondrite CM            | Présence de mini-chondres, 0,6 à 2,9 % de carbone, 13 % eau, débris d'olivine et de pyroxène, densité de 3,4 à 3,8                                   | météorite de Mighei tombée le 18 juin 1889 en Ukraine     |
| Chondrite CO            | Mini-chondres, 0,21 à 1 % de carbone, moins de 1 % d'eau, densité de 3,4 à 3,8                                                                       | météorite d'Ornans tombée le 11 juillet 1868 en France    |
| Chondrite CR            | Agglomérat de chondres primitifs liés par du carbone pur, présence d'eau (rare)                                                                      | météorite de Renazzo tombée en 1824 en Italie             |
| Chondrite CV            | Présence de gros chondres, l'une de celles qui contiennent le plus d'éléments pré-solaires                                                           | météorite de Vigarano tombée le 22 janvier 1910 en Italie |
| Chondrite C non groupée | |                                                           |

## Autres chondrites

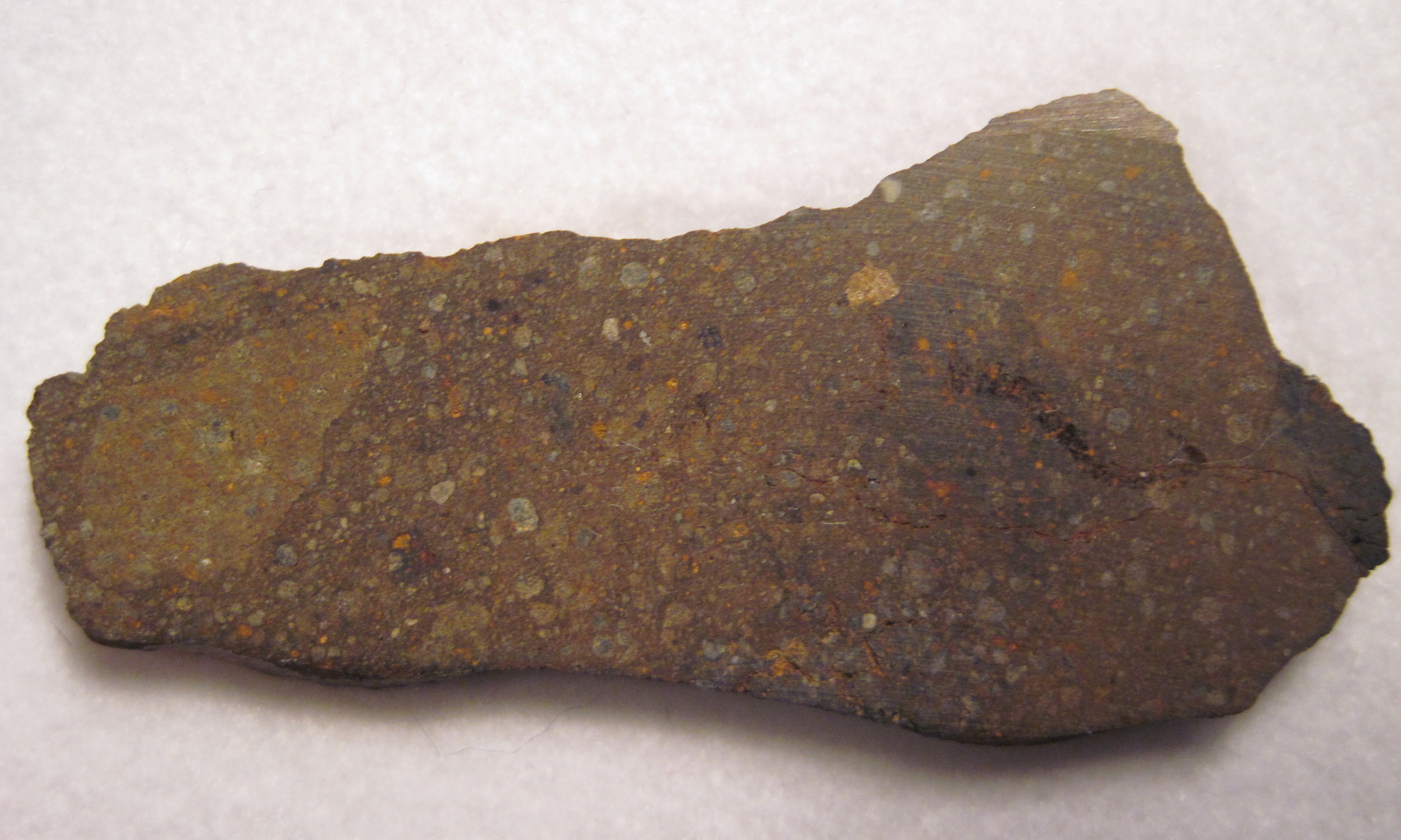
NWA 6394, une chondrite de type Rumuruti.

D'autres types de chondrites existent, notamment :
- les chondrites de type Rumuruti (ou simplement de type R), très oxydées, riches en 17O. La météorite de Rumuruti est tombée au Kenya en 1934 ;
- les chondrites de type Kakangari (ou simplement de type K). La météorite de Kakangari est tombée en Inde en 1890.